# Charles Friedek
Charles Michael Friedek (Giessen, 26 de agosto de 1971) é um ex-atleta alemão especializado no salto triplo.  Foi campeão da prova no Campeonato Mundial de Atletismo de 1999 em Sevilha, Espanha, com um salto de 17,59 m.